# Малахов, Анатолий Дмитриевич
Анатолий Дмитриевич Малахов (род. 1936) — советский хоккеист, нападающий.

## Биография
Выступал за команды «Спартак» Москва (1954/55),
МВО Калинин (1956/57 — 1958/59), «Электросталь» (1958/59 — 1959/60), «Даугава-РВЗ» / «Даугава» (1960/61 — 1963/64), «Металлург» Новокузнецк (1964/65), «Энергия» Саратов (1965/66 — 1966/67).
В классе «А» провёл шесть сезонов (1957/58, 1959/60 — 1964/65).